# Kriegerdenkmal (Egestorf)

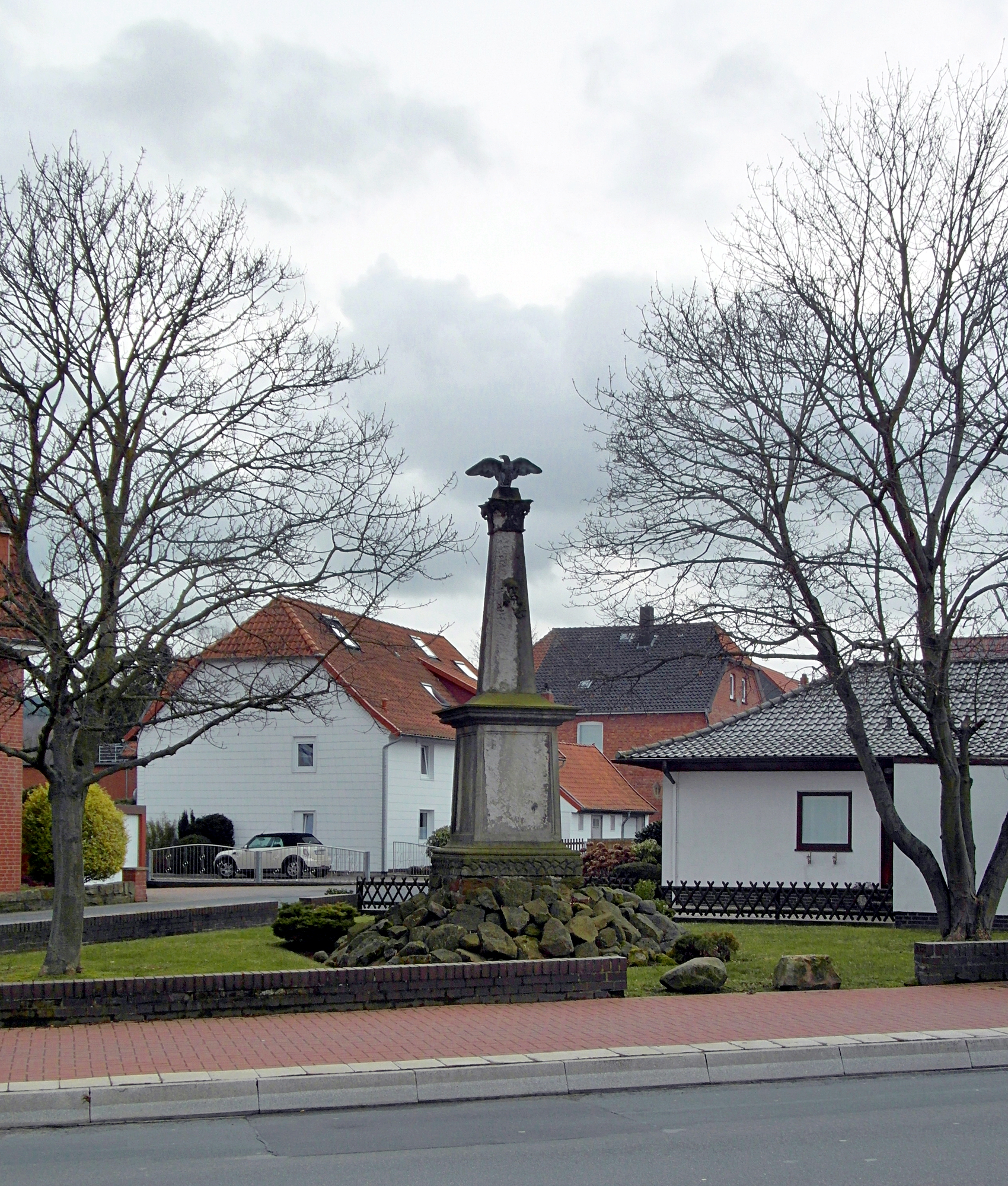
Das Denkmal an der Stoppstraße

Das Kriegerdenkmal im Stadtteil Egestorf der Stadt Barsinghausen in der Region Hannover in Niedersachsen ist wegen seiner geschichtlichen und städtebaulichen Bedeutung denkmalgeschützt.

## Anlass

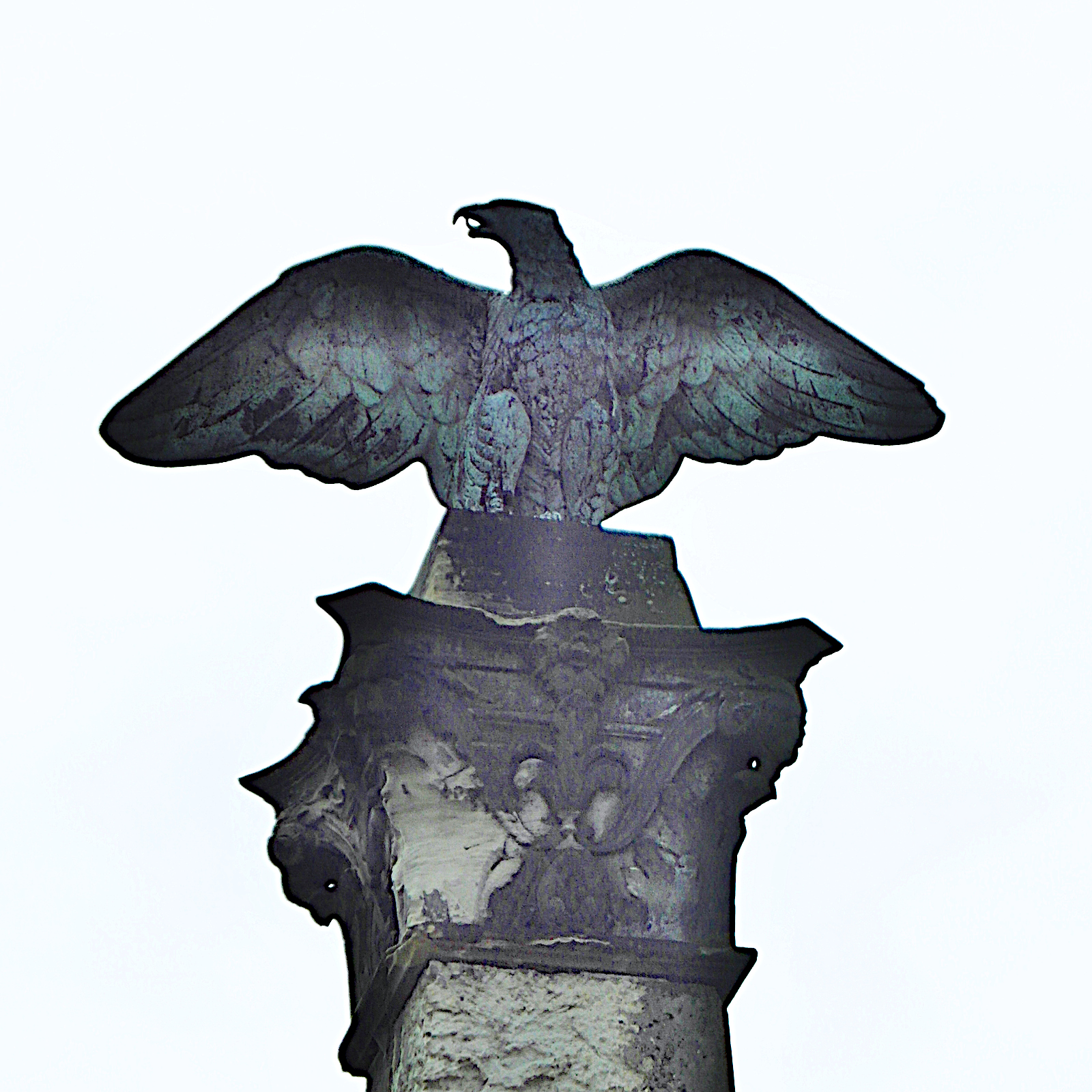
Kapitell mit Adlerskulptur

Das von dem Egestorfer Bildhauer Ulrich Sondershausen angefertigte Denkmal wurde am 23. September 1900 eingeweiht. Das Denkmal an der Einmündung Stoppstraße/Weberstraße ist den Gefallenen der Kriege 1864, 1866 und 1870/71 gewidmet.
In Egestorf gibt es ein weiteres Kriegerdenkmal an der Ecke Steinradweg/Neue Rehre. Dort stehen Denkmale für die Gefallenen der Völkerschlacht bei Leipzig sowie des Ersten und des Zweiten Weltkriegs.

## Beschreibung

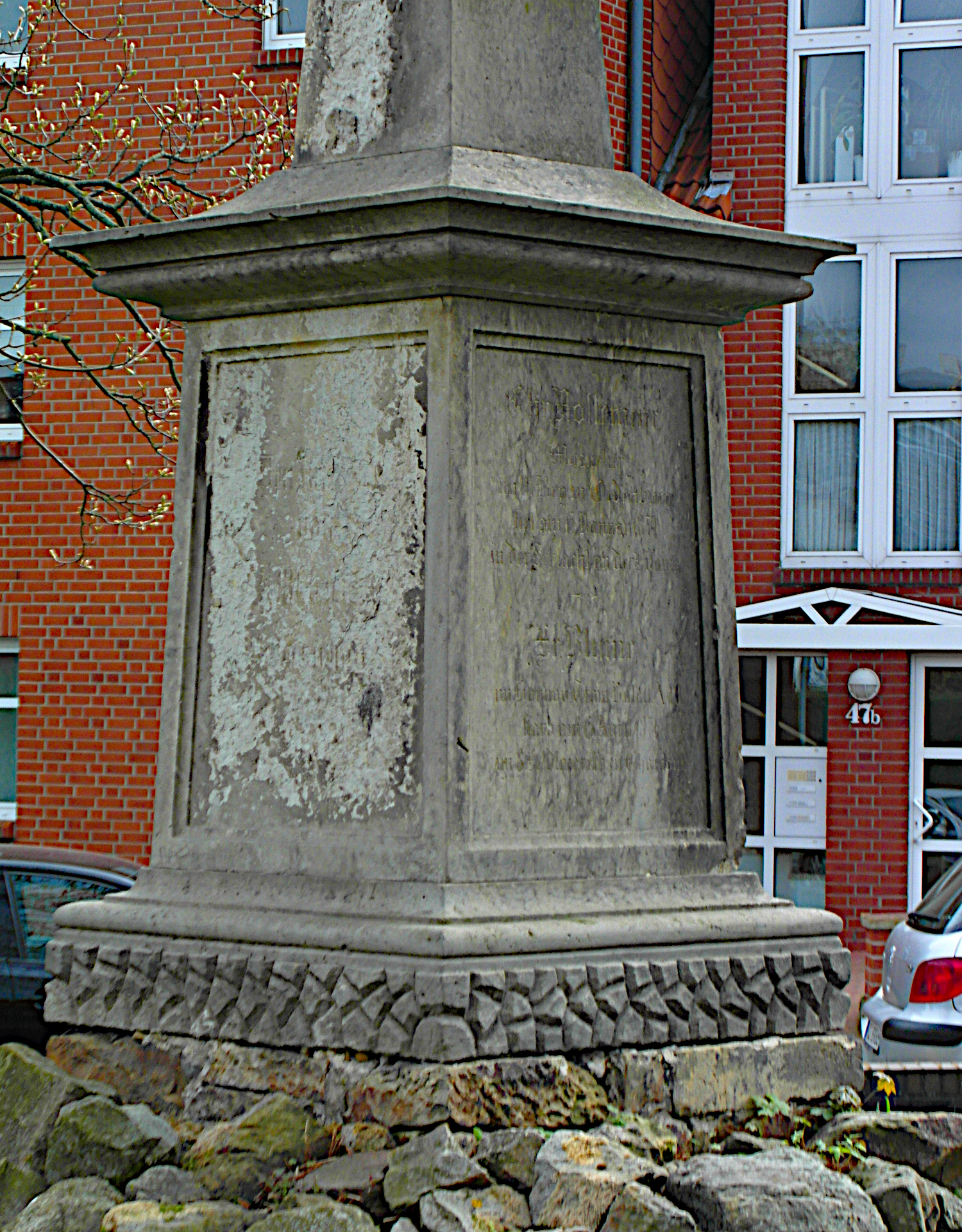
Inschriften am Sockel

Das Denkmal an der Stoppstraße besteht aus einer von einem Kapitell mit lebensgroßer Adlerskulptur aus Metall bekrönten obeliskartigen Stele aus Cottaer Sandstein auf einem hohen Steinsockel.
Der Sockel trägt die Inschriften „Den Kriegern von 1864, 1866 und 1870/71 Die Gemeinde Egestorf“, „Gehorsam Treu und Tapferkeit des deutschen Kriegers Ehrenkleid“, „Mit Gott für Kaiser und Reich“ sowie die Namen von zwei im Deutsch-Französischen Krieg Gefallenen.
Der Sockel besteht aus einem „auf Spalt“ gestellten Block aus Wealdensandstein. Das heißt, die Gesteinsschichtung des Materials ist senkrecht zu der Lage im Steinbruch. Dies führt zu einer verstärkten Verwitterung des Sandsteins. Die Inschriften sind daher stark angegriffen.

## Denkmalschutz
Aufgrund der Gegnerschaft im Deutschen Krieg und der 1866 erfolgten Annexion des Königreichs Hannover durch Preußen wurden in der Region Hannover nur wenige Denkmale im Zusammenhang mit den Deutschen Einigungskriegen errichtet.
Das Denkmal in Egestorf ist wegen seiner geschichtlicher und städtebaulicher Bedeutung unter der Objekt-ID 31113855 im Denkmalverzeichnis eingetragen.